# Archinotodelphys profundus
Archinotodelphys profundus is een eenoogkreeftjessoort uit de familie van de Archinotodelphyidae. De wetenschappelijke naam van de soort is voor het eerst geldig gepubliceerd in 1968 door Monniot.